# Platja del Codonyol
La platja del Codonyol és una petita platja del municipi d'Alcanar (Montsià), situada a la desembocadura del barranc del Camí del Codonyol, molt a prop de la Urbanització Serramar d'Alcanar Platja, entre la platja dels Tontos, al nord-est, i la platja d'Alcanar, al sud-oest. Té una longitud de 29 metres i una amplada mitjana de 21 metres, formada per sorra mitjana i fina i còdols, amb el fons marí de roques. No disposa de serveis.